# Hanna Kulenty
Hanna Kulenty (født 18. marts 1961 i Białystok, Polen) er en polsk komponist og pianist.
Kulenty studerede klaver på Karol Szymanowski Musikkonservatoriet i Warszawa fra 1976 til 1980. Herefter studerede hun komposition på Fryderyk Chopin Musikkonservaoriet i Warszawa, og på Det Kongelige Musikkonservatorium i Haag (1986-1988) hos Louis Andriessen.
Hun har skrevet tre symfonier, orkesterværker, kammermusik, operaer, koncertmusik, scenemusik, elektroakustisk musik, solostykker for mange instrumenter etc. Kulenty har fra 1989 levet som freelance komponist på forskellige stipendier og opgaver fra mange symfoniorkestre og kammerensembler. Siden 1992 har hun arbejdet og boet både i Warszawa og i Arnhem i Holland.

## Udvalgte værker
- Symfoni nr. 1 (1986) - for orkester
- Symfoni nr. 2 "Etik" (1987) - for blandet kor og orkester
- Symfoni nr. 3 (1998-2000) - for orkester
- Klaverkoncert nr. 1 (1990) - for klaver og kammerorkester
- Klaverkoncert nr. 2 (1991) - for 2 klaverer og orkester
- Fløjtekoncert nr. 1 (2001) - for fløjte og kammerorkester
- Ad unum (mod en) (1985) - for orkester
- Åndedrag (1987) - for strygeorkester